# Ayódar
Ayódar es un pequeño municipio de la provincia de Castellón en la Comunidad Valenciana, España. Perteneciente a la comarca del Alto Mijares, se trata de un municipio hispanófono, en el que el español cuenta con el predominio lingüístico reconocido legalmente.

## Geografía
Se encuentra dentro de los límites del Parque natural de la Sierra de Espadán, en sus contrafuertes septentrionales. El municipio separa la Sierra de Espadán del Río Mijares. Se encuentra situado en la ladera de la Peña Saganta en la parte septentrional, frente al cerro del Castillo y a la orilla de la rambla de Ayódar, también conocida como río Chico.
El término municipal de Ayódar es muy montañoso, con cerros como: el Castillejo (854 m), Cueva Negra (834 m), Masada (793 m) y Alto de Cherri con 764 metros. Barrancos del Collado, Madroñal y la rambla de la Villa se unen para formar la Rambla de Villamalur o Río Chico que lleva sus intermitentes aguas al Río Mijares por su margen derecha.
Durante la mayor parte del año las temperaturas medias presentan unos valores que permiten un adecuado disfrute del ecosistema en el que se configura el término municipal. Únicamente suele haber días fríos en la temporada invernal, que de todas maneras, no suelen ser numerosos.
Desde Castellón de la Plana se accede a esta localidad a través de la CV-20, tomando luego la CV-223 y posteriormente la CV-205.

### Localidades limítrofes
Fuentes de Ayódar, Torralba del Pinar, Villamalur, Sueras, Fanzara y Espadilla todas de la provincia de Castellón.

## Historia
Ayódar es un pueblo de origen musulmán, que perteneció a Zayd Abu Zayd, el último gobernador almohade de València, este tras perder sus territorios y pactar con el rey Jaime I se retiró a esta comarca.
Cuando este se convirtió al cristianismo, la población musulmana se sublevó en el año 1235. Los amotinados serían contenidos y doblegados por las propias tropas de Abú Zayd, el cual no recibiría la ayuda prometida por el monarca cristiano. Esto ocurría en el año 1236, y a partir de entonces el municipio de Ayódar pasaría a incorporarse a los dominios de Abú Zayd.
Posteriormente lo cedería a su hijo Fernando, quien lo poseería hasta su muerte. Tras la expulsión de los moriscos en 1609, Ayódar se repobló gracias a diez familias cristianas y se le concedió la carta puebla en el año de 1611 por parte del barón de Ayódar constando entre sus primeros pobladores Pedro Monzonís de Vicente, Pedro Monzonís de Juan,Vicente Monzonís, Domingo Monzonís y Juan Monzonís mayor, junto a algunos vecinos de Godella. 
Desde este momento quedó como cabeza de la baronía, de la que formaban parte los siguientes pueblos: Fuentes de Ayódar, Torralba del Pinar, Villamalur e Higueras. De esta época se conserva el palacio de la Baronía, que fue construido a principios del siglo XVII. En 1837, durante la primera guerra carlista, las fuerzas conservadoras ocuparon la población y el castillo, y  establecieron su cuartel general en el convento de los dominicos.

## Naturaleza
En Ayódar podemos encontrar extensas zonas de pinadas de Pinus pinaster y Pinus halepensis, además del Quercus suber. En ocasiones la vegetación es muy frondosa en los valles y en las profundas gargantas que conforman los barrancos.

## Administración
Desde el 2015 el alcalde de Ayódar es Joaquín Ventura Yepes del Partido Popular (PP).
| Periodo   | Nombre                     | Partido       |
| --------- | -------------------------- | ------------- |
| 1979-1983 | Sebastián Balaguer         | PSPV-PSOE     |
| 1983-1987 | Vicente Baraces            | PP            |
| 1987-1991 | Ramón Balaguer Zamel       | PL            |
| 1991-1995 | José María Bou Piñón       | PSPV-PSOE     |
| 1995-1999 | José María Bou Piñón       | PSPV-PSOE     |
| 1999-2003 | F. Javier Solsona Monzonís | INDEPENDIENTE |
| 2003-2007 | Ramón Balaguer Mellado     | PP            |
| 2007-2011 | Ramón Balaguer Mellado     | PP            |
| 2011-2015 | Ramón Balaguer Mellado     | PP            |
| 2015-2019 | Joaquín Ventura Yepes      | PP            |
| 2019-2023 | Joaquín Ventura Yepes      | PP            |
| 2023-act. | Joaquín Ventura Yepes      | PP            |

Referencia de la tabla de alcaldes

## Demografía
Ayódar cuenta con una población de 182 habitantes (INE 2024).
| Gráfica de evolución demográfica de Ayódar entre 1842 y 2021                                                        |
| |
| Población de derecho según los censos de población del INE Población de hecho según los censos de población del INE |

| 1990 | 1992 | 1994 | 1996 | 1998 | 2000 | 2002 | 2004 | 2005 | 2007 | 2019 |
| ---- | ---- | ---- | ---- | ---- | ---- | ---- | ---- | ---- | ---- | ---- |
| 234  | 218  | 220  | 221  | 223  | 236  | 242  | 225  | 228  | 231  | 159  |

## Economía
La economía local gira en torno a la agricultura , la ganadería y la construcción, tanto las industrias agrícolas como las ganaderas con el paso del tiempo han ido desapareciendo. Parte de la población activa del pueblo trabaja en la industria de la cerámica, además otra fuente de ingresos del lugar es el turismo.

## Monumentos

### Monumentos religiosos

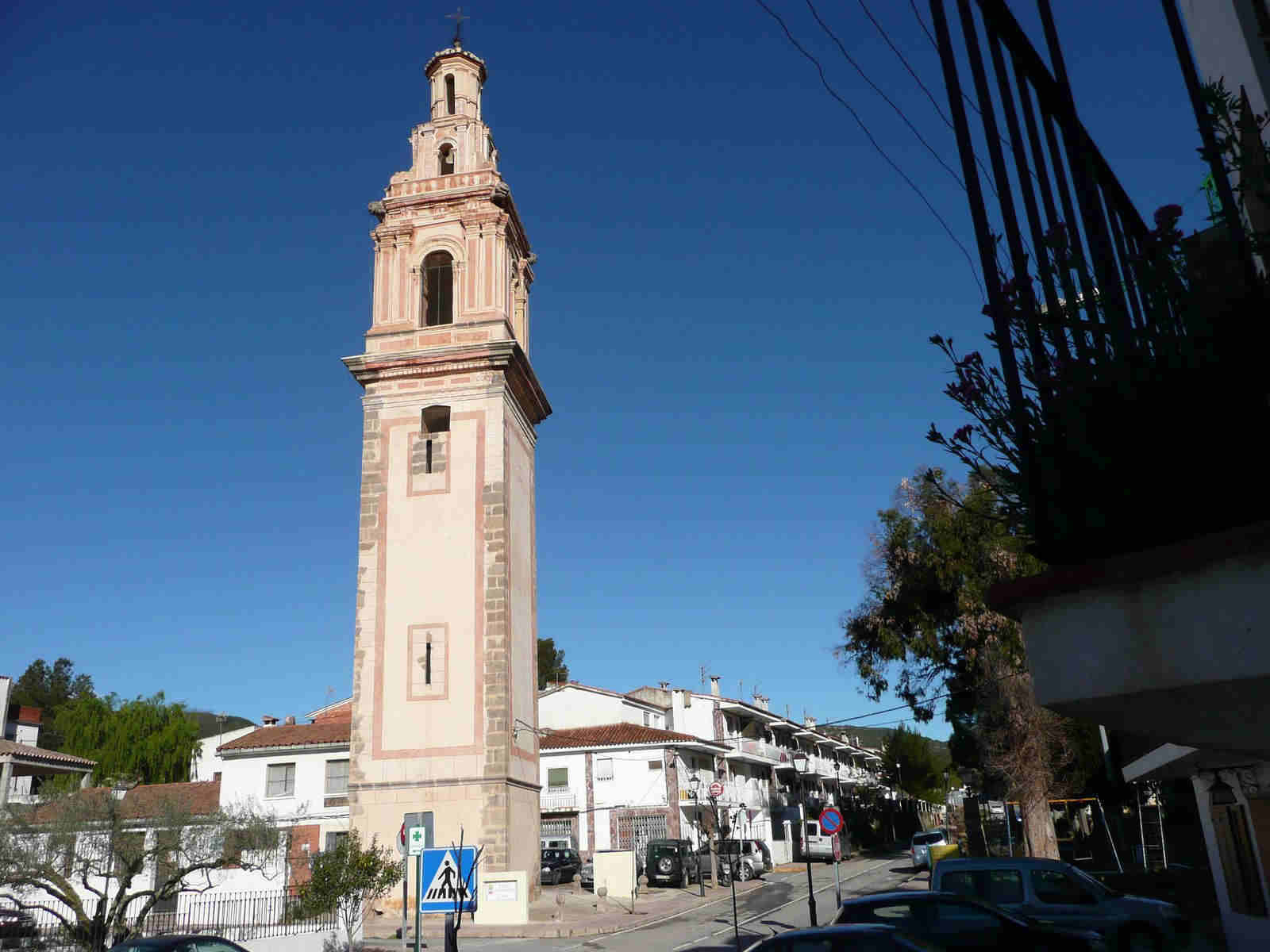
Torre de los Dominicos,

- Iglesia Parroquial de San Vicente Ferrer. Templo del siglo XIX de notorio porte aunque sin atractivos que singularicen al mismo. De estilo academista valenciano, contiene tres naves y ábside, grandes pilastras y una cúpula.[11]
- Torre Campanario del Convento de los Dominicos. Declarada recientemente como Bien de Interés Local, es una torre de 36 metros que formaba parte del antiguo convento de los dominicos, construido en 1575 con el objetivo de convertir al cristianismo a la población morisca que habitaba el pueblo.[12] En la actualidad, tan solo queda la torre campanario construida en 1601.[11]

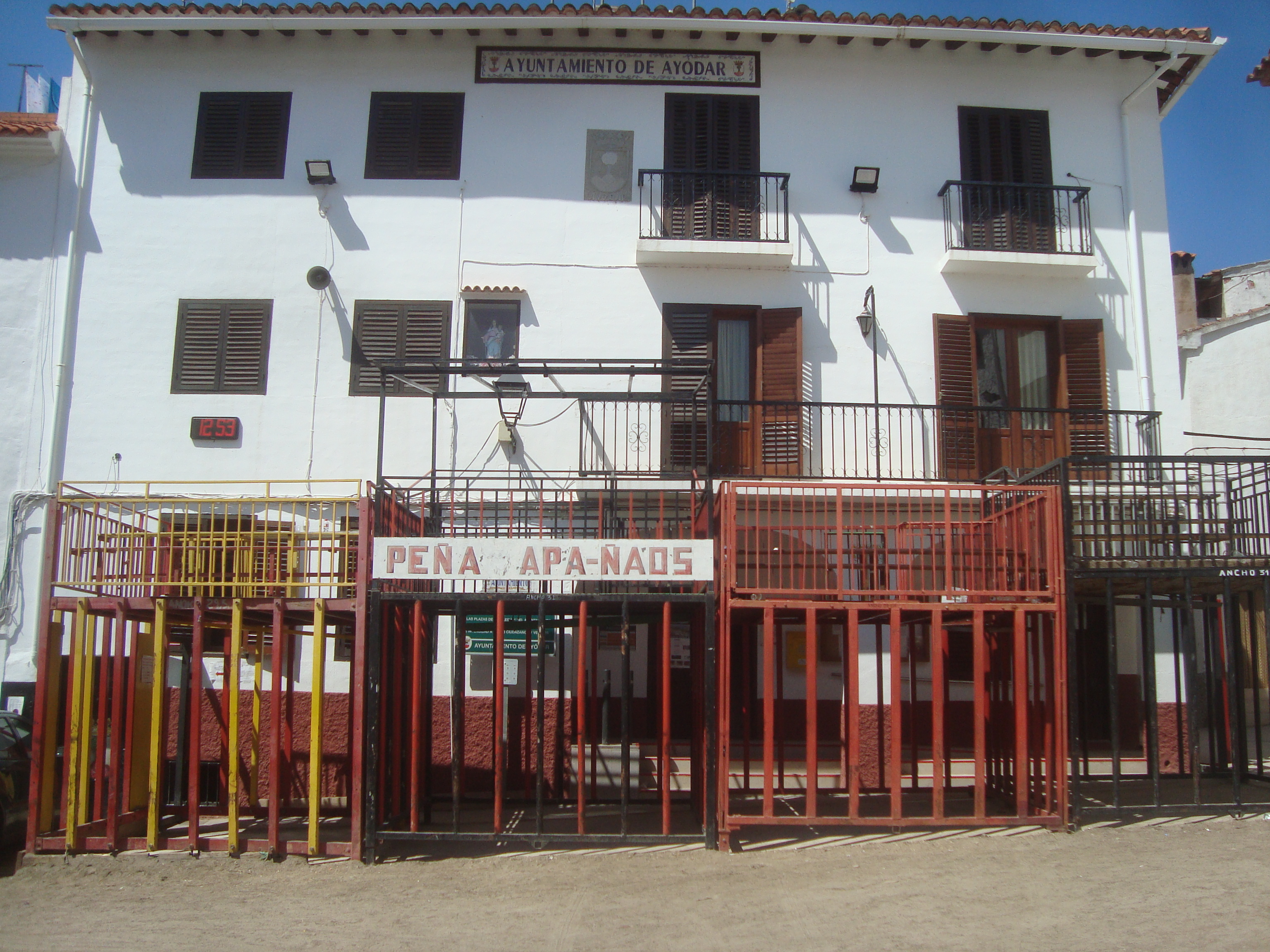
Ayódar (Castellón).

### Monumentos civiles

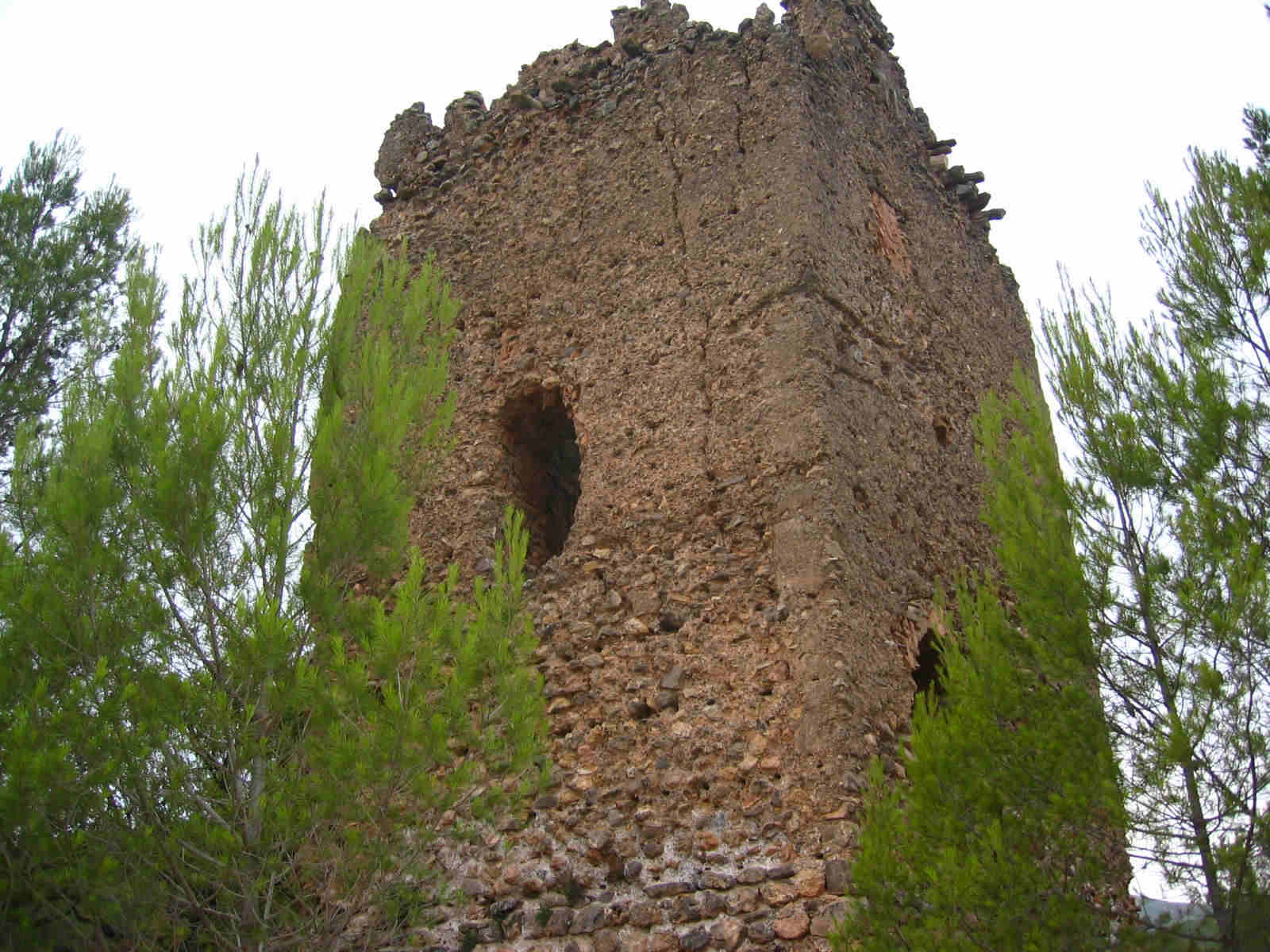
Castillo de Ayódar

- Castillo de Ayódar. En la margen izquierda de la Rambla de Villamalur y sobre una loma de 542 metros de altitud, se localizan las ruinas del Castillo de Ayódar. Es de tipo montano de planta irregular, dispersa como una potente torre mayor excéntrica, que sirve de defensa a su flanco más vulnerable. El castillo perteneció a Zayd Abu Zayd y posteriormente a sus hijos, en la actualidad está parcialmente en ruinas.[13]
- El Castillico. Yacimiento ibérico en el que se encuentran los restos de una torre en el interior de un recinto. El yacimiento podría pertenecer a la época comprendida entre los siglos II a. C. y VI a. C.
- Palacio de los Duques de Villahermosa. Edificio construido en el siglo XVII, actualmente desaparecido.[4] Actualmente el Palacio de los Duques de Villahermosa son viviendas particulares.[11]

## Lugares de interés

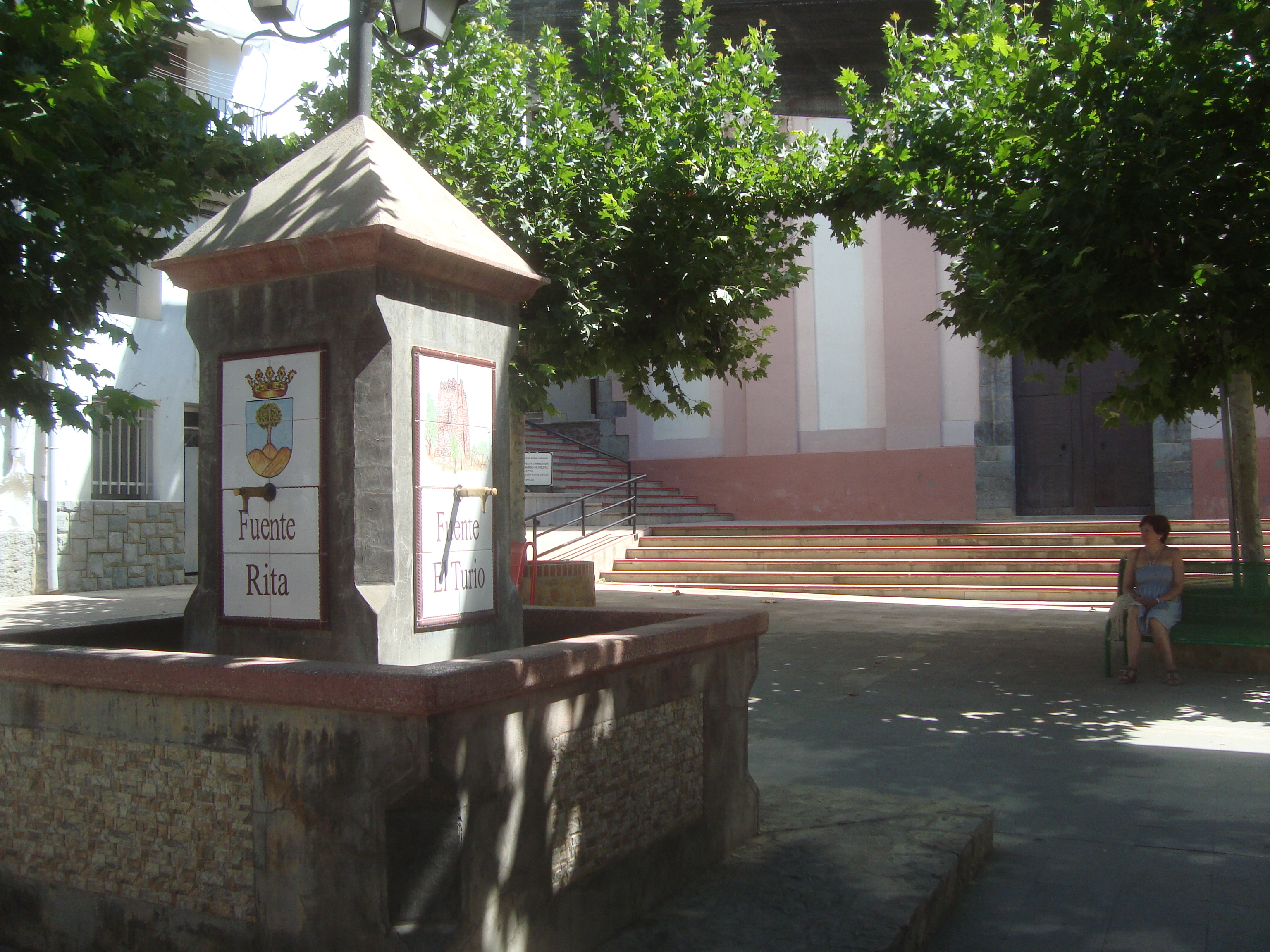
Ayódar (Castellón).

Destaca por el interés de los recursos naturales, de forma muy especial hay que resaltar que se trata de un lugar idóneo para el senderismo, la bicicleta de montaña y para los baños en las aguas transparentes del río.
- Río Chico o Río de Ayódar. La existencia de un curso de agua cristalina, sin contaminación y constante durante todo el año, este atraviesa todo el término municipal atribuyendo al municipio un atractivo especial por proporcionar de mayor riqueza y diversidad al entorno natural.[14]
- El Azud. Pozos naturales ubicados en el río de Ayódar, formados por la acción del agua.[15]
- El Estrecho. Estrechamiento del río de Ayódar, atractivo paraje, de características similares al anterior también es muy visitado por los bañistas y amantes de la naturaleza.[16]
- Vía Ferrata del Estrecho de Ayódar. Vía que va del fondo del río y asciende con dificultad, es una vía corta de 1 kilómetro de distancia que combina la escalada y el senderismo.[17]
- Sendero del Castillo. El Castillo se divisa desde el pueblo y se puede visitar recorriendo una ruta corta pero muy interesante en la que se disfruta, de los cultivos tradicionales (olivo, algarrobo, almendro, etc.) de buenas vistas y del paisaje del parque natural de la Sierra de Espadán.[18]
- Sendero de Saganta. Sendero de pequeño recorrido (PR-CV-314) con espectaculares vistas sobre el río Mijares.[18]
- Sendero Ayódar-Villamalur. PR-CV-276, es circular que enlaza ambos municipios con el GR37, la Fuente de la Peña, etc. Discurre íntegramente por el parque natural de la Sierra de Espadán.[18]
- Área Recreativa de la Fuente Larga. Zona de esparcimiento en las proximidades del municipio que incluye una zona de acampada y merendero.[19]

Otras fuentes son las del Turio, Rita, Ramón, Barrancos Royos, Tordo, Lentisco y Señorico.

## Unión Musical Santa Cecilia de Ayódar
Pese a que no se sabe la fecha exacta de la fundación de la Unión Musical Santa Cecilia de Ayódar, siempre se ha considerado como una de las bandas más antiguas de la provincia. La banda siempre se ha centrado en actividades relacionadas con el pueblo de Ayódar y sus municipios vecinos.
En 1993, se formó como Asociación Cultural Musical "Unión Musical Santa Cecilia de Ayódar".

## Fiestas
- San Antonio. El 17 de enero se celebra San Antonio con hogueras en la Plaza Mayor, bendición de animales, verbena, pasacalles, procesiones, etc.[21]
- Fiestas Patronales de San Sebastián. Se celebran el fin de semana más próximo al 20 de enero, con varios actos populares.[21]
- Semana Santa. Actos religiosos, actuaciones musicales, verbenas.
- Corpus y el Corazón de Jesús. Actos religiosos celebrados en junio.[21]
- Fiestas de Agosto de Ayódar. En torno a la Asunción, Ayódar celebra sus fiestas de verano con actos taurinos, verbenas y bailes.[21]
- Fiestas Patronales de la Virgen del Rosario. Se celebran la semana del primer domingo de octubre, algunos eventos que podrás encontrar son: conciertos, pasacalles, verbenas, actos religiosos, concursos y actos taurinos.[22]
- La Inmaculada. Puente de la Inmaculada y la Constitución (6-8 de diciembre). Cantos tradicionales de la Aurora, actos religiosos, baile.
- Navidad. Fiesta Popular de Noche Vieja, representación de los Reyes Magos y regalos para todos los niños.

## Gastronomía
Los platos típicos del pueblo son los propios del interior castellonense, es decir, aquellos platos ricos y abundantes donde los ingredientes predominantes son las verduras y las carnes.
El plato principal es el potaje de bacalao, el estofado de carne de toro  o carne de jabalí o el conejo de setas. Estas setas y rebollones se recolectan en sus bosques. Sus dulces más típicos son las Borrainas o Borrajas.